# فرانز جورج هرمان
فرانز جورج هرمان (بالألمانية: Franz Georg Hermann)‏ هو رسام ألماني، ولد في 29 ديسمبر 1692 في كمبتن في ألمانيا، وتوفي بنفس المكان في 25 نوفمبر 1768.

## معرض صور

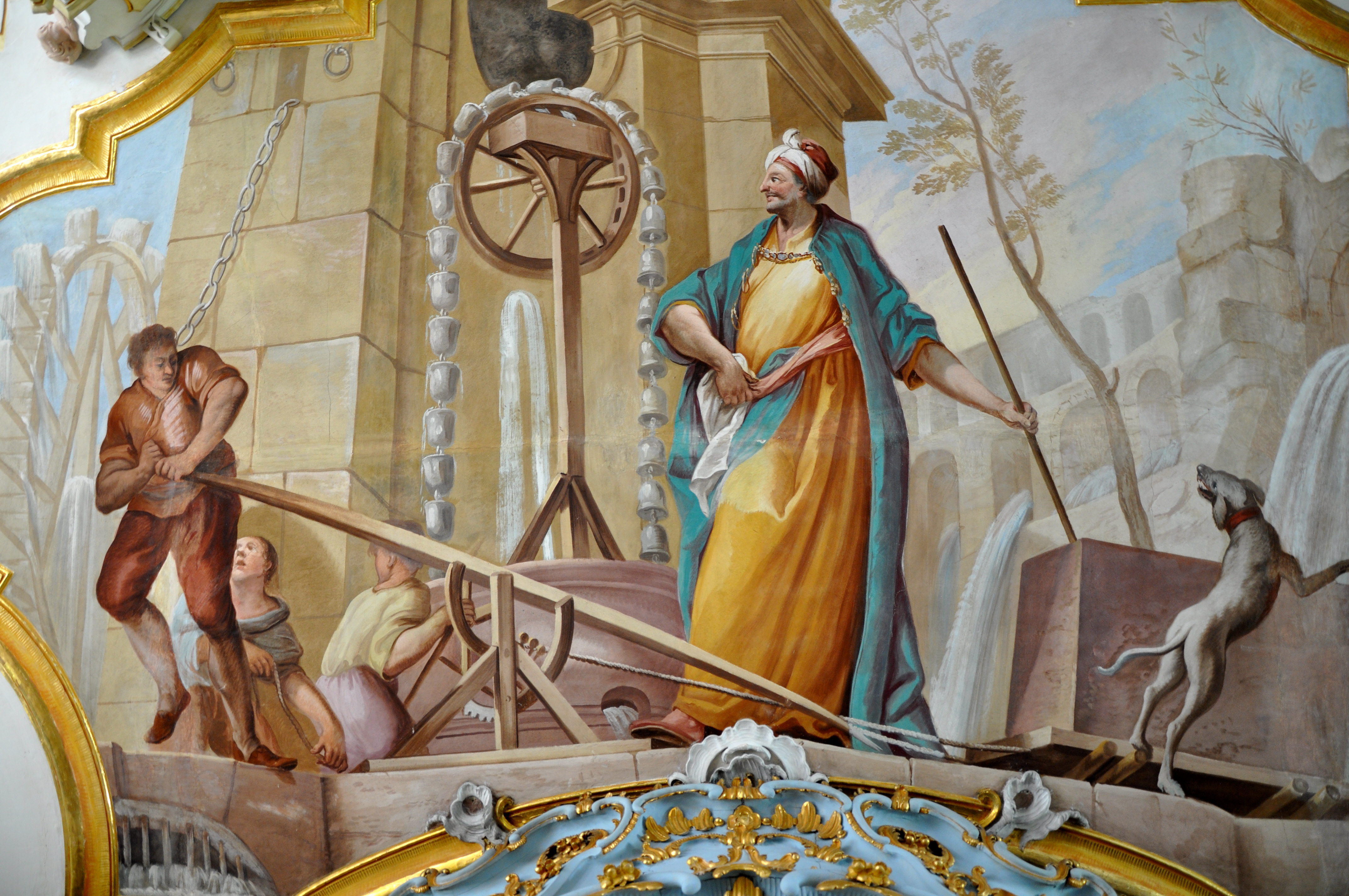
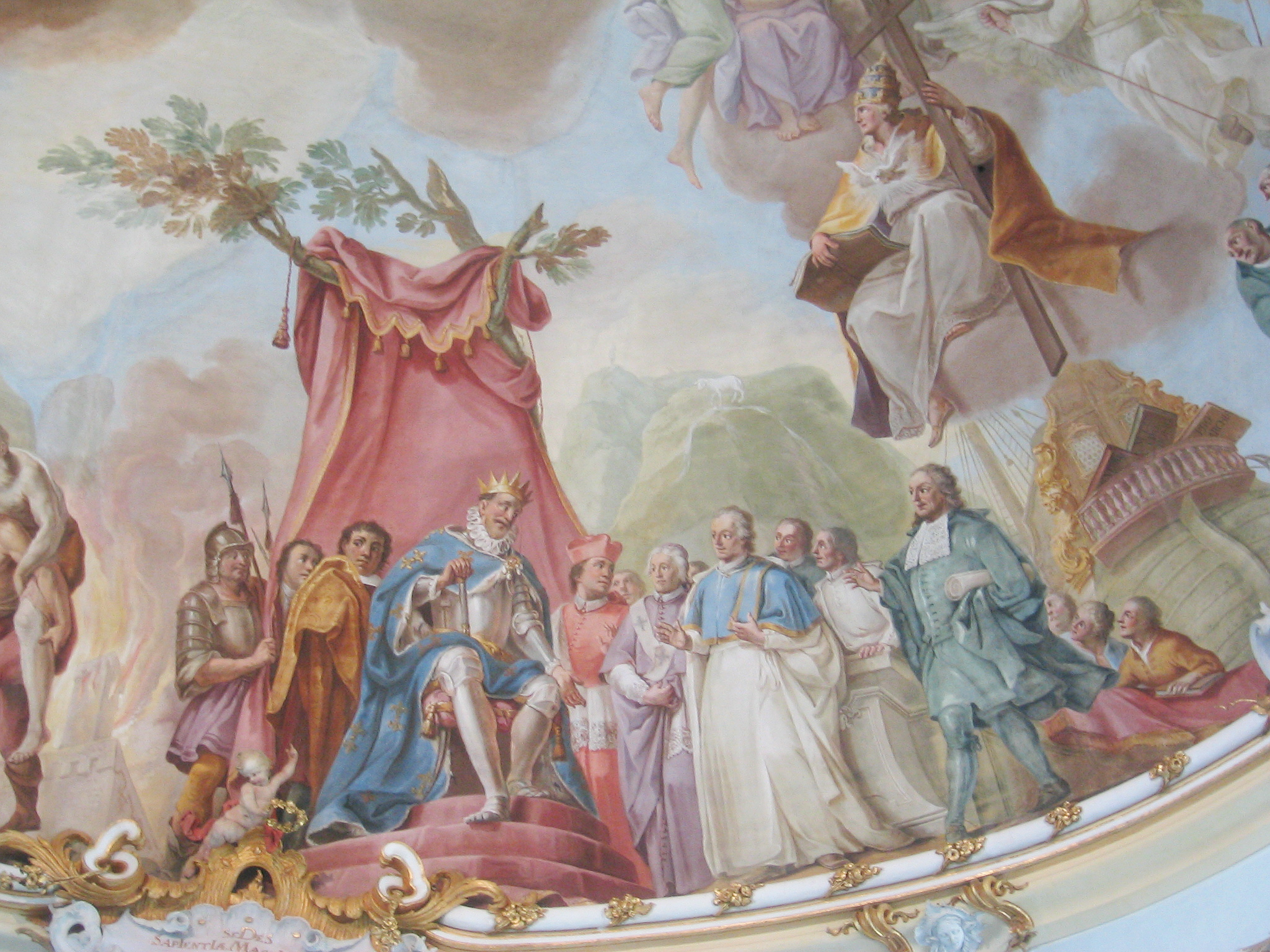
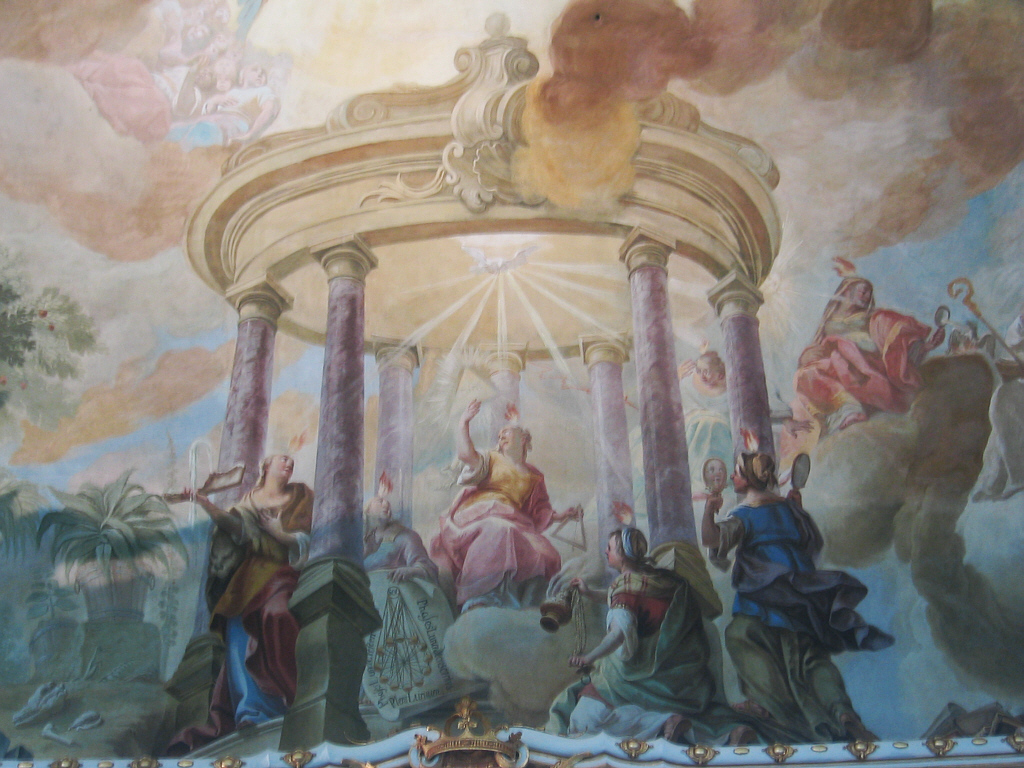
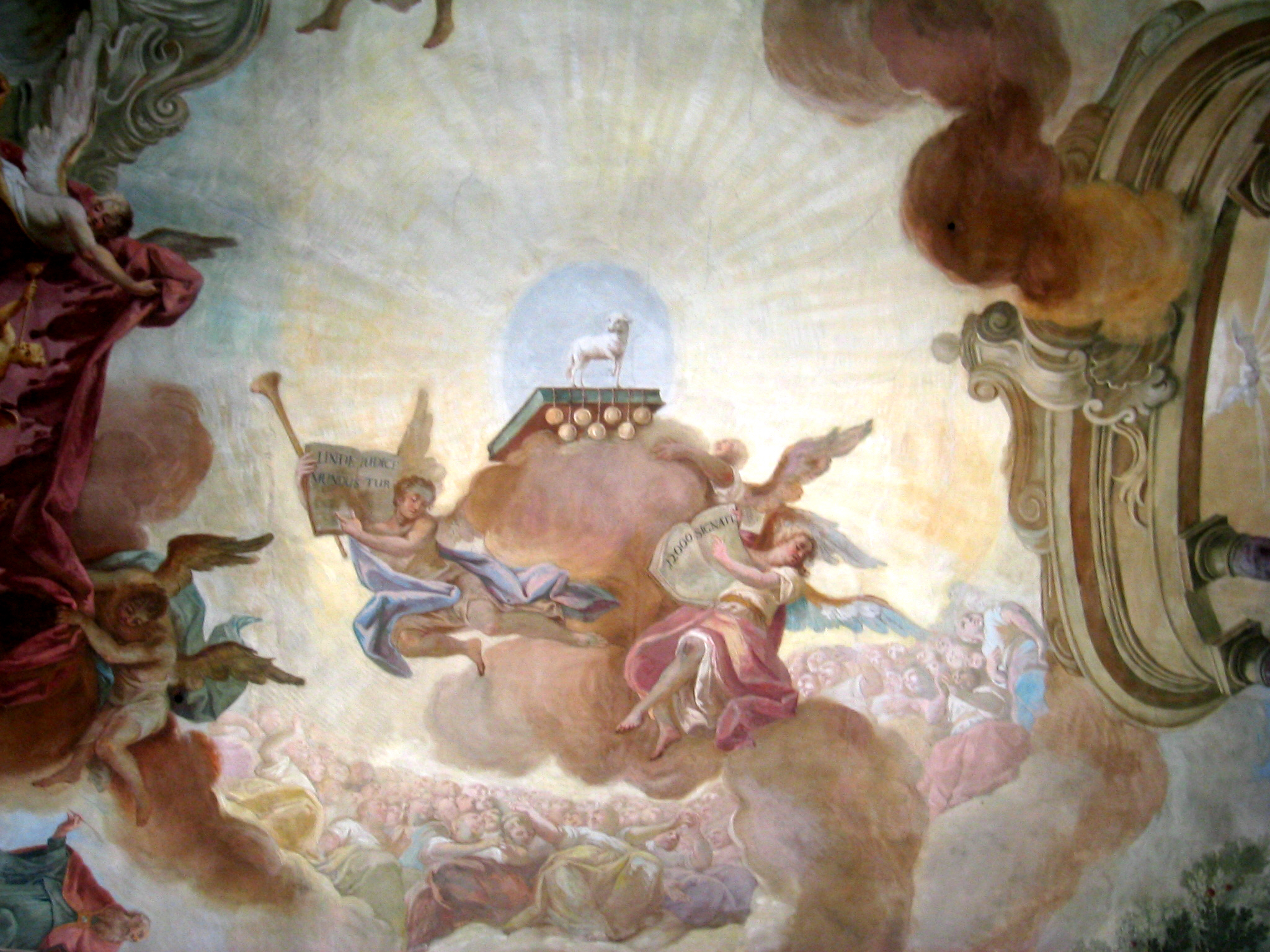